# Ralph Alswang
Ralph Alswang (* 12. April 1916 in Chicago, Illinois; † Februar 1979 in New York City) war ein US-amerikanischer Theater- und Filmregisseur, Bühnenbildner und Film- und Theaterproduzent. Er war für das Szenenbild, das Licht und die Kostüme von fast 100 Theaterproduktionen am Broadway verantwortlich. Zudem baute er auch Veranstaltungsräume auf, so zum Beispiel das Gershwin Theatre.

## Leben
Alswang war Sohn von Hyman und Florence Alswang und studierte Theater am Goodman Theatre, dem Art Institute of Chicago und als Schüler von Robert Edmond Jones. Er heiratete die Innenarchitektin Beatrice (Betty) Alswang.
Von 1942 bis 1977 erstellte Alswang das Bühnenbild für fast 100 Stücke am Broadway, davon mehr als 70 Eigenproduktionen. Sein erstes größeres Werk war das Bühnenbild für das Theaterstück Comes the Revelation in Jolson’s 59th Street Theatre (später: New Century Theatre). 1946 war er für das Bühnenbild einer Neuauflage von Lysistrata verantwortlich. Neben dem Bühnenbild übernahm er auch das Kostümdesign und die Theaterbeleuchtung. Die Beleuchtung durfte er auch bei den Broadway-Dauerbrennern A Raisin in the Sun und Beyond the Fringe übernehmen, die es beide auf über 500 Vorstellungen brachten. Manchmal, wie zum Beispiel bei der 1964er Auflage von Fair Game for Lovers übernahm er alle drei Bereiche.
Zusammen mit Robert J. Flaherty und Robert Snyder produzierte Alswang den Dokumentarfilm The Titan: Story of Michelangelo (1950), der 1951 mit dem Oscar als Bester Dokumentarfilm ausgezeichnet wurde.
Im März 1964 war er Koproduzent und Regisseur eines Stücks namens Is There Intelligent Life on Earth?. In diesem Stück wurden Theaterszenen und Filmelemente verbunden, ein Verfahren, das man später Living Screen nannte. Anfang der 1970er war er Innenarchitekt des Uris Theatre in New York City, das später als Gershwin Theatre bekannt wurde. Kurz darauf designte er das New Orleans Civic Center Theatre und das Pine Knob Pavilion. Außerdem war er Architekt mehrerer Häuser in Westport, Connecticut, darunter auch  Paul Newmans dortiges Anwesen.
Seine letzte Broadway-Produktion war Piaf … A Remembrance (1977). Alswang verstarb im Februar 1979 und hinterließ drei Kinder: Hope, Frances und Ralph Alswang.